# 伊妲梨雅·瑞奇
史蒂芬妮·伊妲梨雅·瑞奇-艾梅爾（英語：Stephanie Italia Ricci-Amell，1986年10月29日—）是一名加拿大女演員。知名作品有ABC Family《追尋人生》、CBS《女超人》與ABC《指定倖存者》。

## 職涯
瑞奇於2007年出道，第一部作品為《美國派》系列電影中錄影帶首映的《美國派6：無法無天》。
2009年，瑞奇於迪士尼XD原創系列《少年英雄：艾倫·史東》中擔任常設演員。同年，她亦客串了美國影集《追愛總動員》、《豪斯醫生》與《哈拉聯誼會》，並在喜劇中心《秘密女友》中擔任常設演員。2010年，她在卡通頻道真人系列《奇妙的歷史》中首度擔任主要演員，飾演女主角瑪姬。
2013年，瑞奇於ABC Family影集《追尋人生》中首度擔綱主角，飾演罹患癌症的四月·凱佛。 雖然該劇第一季前半表現不錯，但在後期收視不斷下跌，因此在播出兩季後，於2015年10月2日正式被ABC Family取消。
2015年，瑞奇加入了改編自DC漫畫的CBS《女超人》演員陣容，飾演反派角色“銀女妖”席芳·史麥斯。 其丈夫羅比·艾梅爾同時也在改編自DC漫畫的The CW綠箭宇宙之《閃電俠》與《綠箭俠》中擔任配角，飾演“火風暴”羅尼·雷蒙德，丈夫的堂哥史蒂芬·艾梅爾則是飾演“綠箭俠”奧利佛·昆恩。
2016年，瑞奇加入了ABC政治驚悚劇《指定倖存者》的主演陣容，飾演幕僚長艾蜜莉·羅德。

## 私人生活
瑞奇出生於加拿大安大略省列治文山，擁有義大利人的血統，並畢業於皇后大學。她與加拿大演員羅比·艾梅爾在2007年共同演出電影《美國派6：無法無天》時相識，但實際上在更早之前兩人便在艾梅爾拍攝《兒女一籮筐2》時即見過彼此，不過是直到共同合作《美國派6：無法無天》後，兩人的關係才變得親近。 她與艾梅爾於2008年7月開始交往， 在2014年8月20日訂婚， 於2016年10月15日正式完婚。
她與丈夫艾梅爾合作過多部作品，包括定情作《美國派6：無法無天》、她客串由艾梅爾主演的《少女設計師》、艾梅爾客串她主演的《奇妙的歷史》與《追尋人生》等。

## 作品

### 電影
| 年份 | 作品              | 角色          | 備註       |
| ---- | ----------------- | ------------- | ---------- |
| 2007 | 美國派6：無法無天 | 蘿拉·強森     | 錄影帶首映 |
| 2008 | 獨立搖滾之死（The Death of Indie Rock）  | 黛安          |            |
| 2012 | 惜別              | 艾莉卡        | 短片       |
| 2013 | 超急情聖          | 吉娜          |            |
| 2013 | 瘋狂宿舍（Dean Slater: Resident Advisor）      | 珊曼莎·孟坦恩 |            |
| 2014 | 倖存者            | 艾莉森        |            |

### 電視
| 年份      | 作品                | 角色                   | 備註               |
| --------- | ------------------- | ---------------------- | ------------------ |
| 2009      | 少年英雄：艾倫·史東 | 彩絲·瑞文伍德          | 5集                |
| 2009      | 追愛總動員          | 辣妹#1                 | 1集（第4季第17集） |
| 2009      | 豪斯醫生            | 移民局官員#2           | 1集（第5季第22集） |
| 2009      | 哈拉聯誼會          | 迪莉亞                 | 1集（第2季第19集） |
| 2009      | 秘密女友            | 莎夏                   | 6集                |
| 2010      | 少女設計師          | 自己                   | 1集（第2季第11集） |
| 2010      | 奇妙的歷史          | 瑪格莉特·“瑪姬”·溫諾克 | 主要演員（13集）   |
| 2012      | CSI犯罪現場         | 凡妮莎·德瑞克          | 1集（第13季第6集） |
| 2014–2015 | 追尋人生            | 四月·凱佛              | 主角（33集）       |
| 2015      | 致命記憶（Fatal Memories）        | 莎登·羅伯茲            | Lifetime電視電影   |
| 2016      | 女超人              | “銀女妖”席芳·史麥斯    | 5集                |
| 2016–2018 | 指定倖存者          | 艾蜜莉·羅德            | 主要演員           |

## 獎項
| 年度 | 大獎         | 獎項                       | 作品     | 結果 |
| ---- | ------------ | -------------------------- | -------- | ---- |
| 2014 | 青少年選擇獎 | 夏季選擇獎－電視女演員     | 追尋人生 | 提名 |
| 2015 | 青少年選擇獎 | 夏季選擇獎－電視女演員     | 追尋人生 | 提名 |
| 2015 | 金楓獎       | 美國廣播最佳電視影集新人獎 | 追尋人生 | 提名 |

## 外部連結
- 伊妲梨雅·瑞奇在互联网电影资料库（IMDb）上的資料（英文）
- 伊妲梨雅·瑞奇的Facebook專頁
- 伊妲梨雅·瑞奇的X（前Twitter）
- 伊妲梨雅·瑞奇的Instagram帳戶